# Márkó, Veszprém
Márkó  este un sat în districtul Veszprém, județul Veszprém, Ungaria, având o populație de 1.240 de locuitori (2011). 

## Demografie
Componența etnică a satului Márkó
     Maghiari (87,04%)
     Germani (12,12%)
     Necunoscut (0,59%)
     Sârbi (0,25%)
     Alții (0,59%)
Componența confesională a satului Márkó
     Romano-catolici (48,47%)
     Fără religie (14,84%)
     Reformați (6,85%)
     Necunoscută (28,95%)
     Luterani (0,89%)
     Alte religii (1,21%)
Conform recensământului din 2011, satul Márkó avea 1.240 de locuitori. Din punct de vedere etnic, majoritatea locuitorilor (87,04%) erau maghiari, cu o minoritate de germani (12,12%). Apartenența etnică nu este cunoscută în cazul a 0,59% din locuitori. Nu există o religie majoritară, locuitorii fiind romano-catolici (48,47%), persoane fără religie (14,84%) și reformați (6,85%). Pentru 28,95% din locuitori nu este cunoscută apartenența confesională.